# Hans Siegrist

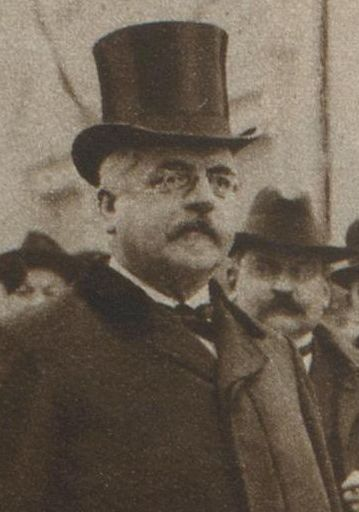
Hermann Siegrist, 1916 fotografiert von Hermann Stauder

Hans Emil Siegrist (* 2. Dezember 1860 in Konstantinopel; † 26. Juli 1931 in Brugg) war ein Schweizer Arzt und Politiker (FDP). Von 1911 bis 1919 vertrat er den Kanton Aargau im Nationalrat.

## Biografie
Siegrist, dessen Vater während des Krimkriegs wohlhabend geworden war, wurde in Konstantinopel geboren und wuchs ab 1864 in Brugg auf. Er absolvierte die Kantonsschule in Aarau und studierte anschliessend Medizin an den Universitäten Genf, Zürich, Leipzig und Heidelberg. 1886 bestand er das Staatsexamen und arbeitete zunächst als Assistenzarzt am Kantonalen Frauenspital sowie an der Medizinischen und Chirurgischen Klinik in Zürich. 1888 eröffnete er eine eigene Arztpraxis in Brugg. Im Militär diente er als Sanitätsoffizier und stieg bis in den Rang eines Oberstleutnants auf.
Ebenfalls 1888 begann Siegrists politische Karriere mit der Wahl in den Stadtrat von Brugg, von 1897 bis 1917 war er Stadtammann. Während seiner Amtszeit erlebte Brugg einen wirtschaftlichen und kulturellen Aufschwung. Das Städtchen erhielt 1890 ein eigenes Elektrizitätswerk, 1896 als erste Aargauer Gemeinde eine Kanalisation und 1911 ein Gaswerk. Diese Infrastrukturvorhaben, zu denen auch der Strassenbau und eine Wasserversorgung gehörten, bewogen zahlreiche Industrieunternehmen dazu, hier Fabriken zu errichten. Hinzu kamen der Bau einer Kaserne, eines neuen Schulhauses und des Vindonissa-Museums.
1889 wurde Siegrist in den Aargauer Grossen Rat gewählt, dem er ununterbrochen bis 1929 angehörte. In den Jahren 1902/03 war er Grossratspräsident. Sein Hauptanliegen war die Reform der Krankenpflege im Aargau mit einer zentralen Heilanstalt und dezentralisierten Pflegeanstalten. Er trug massgeblich zur Sanitätsgesetzgebung von 1919/20 bei. Nach den Parlamentswahlen 1911 vertrat Siegrist bis 1919 auch im Nationalrat hauptsächlich gesundheitspolitische Anliegen. Daneben wirkte er an der Nationalparkgesetzgebung mit und sprach sich gegen den Beitritt der Schweiz vom Völkerbund aus.
Siegrist war von 1891 bis 1928 Mitglied der kantonalen Spitalkommission, in dem von Rudolf Urech gegründeten Brugger Kinderspital führte er kostenlos Behandlungen durch. Von 1911 bis 1931 war er als Vizepräsident des Vorstandes massgeblich am Aufbau des Bezirksspitals Brugg beteiligt. Ausserdem war er langjähriger Direktionspräsident der Meyerschen Anstalt in Effingen. Sein Lebenswerk ist jedoch die Aargauischen Tuberkuloseheilstätte Barmelweid oberhalb von Erlinsbach, die 1912 nach fast zwanzigjähriger Vorbereitungszeit ihren Betrieb aufnahm. Siegrist war anschliessend bis zu seinem Tod als Präsident des Aargauischen Heilstättevereins tätig und förderte die Weiterentwicklung der Klinik, die heute noch existiert.